# Rantau Karya (Geragai)
Rantau Karya is een bestuurslaag in het regentschap Tanjung Jabung Timur van de provincie Jambi, Indonesië. Rantau Karya telt 1448 inwoners (volkstelling 2010).